# Коржі (зупинний пункт)
Коржі́ — пасажирський зупинний пункт Київської дирекції Південно-Західної залізниці на електрифікованій лінії Дарниця — Гребінка між станцією Баришівка (2 км) та зупинним пунктом Поліський (6 км). Розташований неподалік однойменного села Броварського району Київської області.

## Історія
Зупинний пункт відкритий у 1958 році. У 1972 році електрифікований змінним струмом (~25 кВ) в складі лінії Київ — Яготин.

## Пасажирське сполучення
На зупинному пункті Коржі зупиняються приміські електропоїзди Яготинського напрямку.